# Erythrolamprus atraventer
Erythrolamprus atraventer — вид змій родини полозових (Colubridae). Ендемік Бразилії.

## Поширення і екологія
Erythrolamprus atraventer мешкають в горах Серра-ду-Мар в штатах Сан-Паулу і Ріо-де-Жанейро. Вони живуть у вологих атлантичних лісах. Живляться жабами та їх ікрою. Ведуть наземний, денний спосіб життя. Відкладають яйця.